# 纳尔瑙恩德
纳尔瑙恩德（Narnaund），是印度哈里亚纳邦Hisar县的一个城镇。总人口15114（2001年）。

## 人口
该地2001年总人口15114人，其中男性8114人，女性7000人；0—6岁人口2291人，其中男1216人，女1075人；识字率56.51%，其中男性为67.34%，女性为43.96%。